# Mesochorus dimidiatus
Mesochorus dimidiatus är en stekelart som beskrevs av Holmgren 1860. Mesochorus dimidiatus ingår i släktet Mesochorus och familjen brokparasitsteklar. Inga underarter finns listade i Catalogue of Life.